# Althos obscurator
Althos obscurator är en insektsart som först beskrevs av Fabricius 1803.  Althos obscurator ingår i släktet Althos och familjen bredkantskinnbaggar. Inga underarter finns listade i Catalogue of Life.